# بوراس أثيوبي
بوراس أثيوبي (الاسم العلمي: Borassus aethiopum) هو نوع نباتي يتبع جنس البوراس من فصيلة الفوفلية.